# Улиновка (Козельщинский район)

Улиновка (укр. Улинівка) — село,
Чапаевский сельский совет,
Козельщинский район,
Полтавская область,
Украина.
Код КОАТУУ — 5322085509. Население по переписи 2001 года составляло 264 человека.

## Географическое положение
Село Улиновка находится на расстоянии в 1 км от села Сухой Кобелячек.
По селу протекает пересыхающий ручей с запрудой.

## Достопримечательности
- Братская могила советских воинов.